# Chintamani (Karnataka)
Chintamani (en bengalí: চিন্তামণি (শহর)) es una ciudad de la India en el distrito de Kolar, estado de Karnataka.

## Geografía
Se encuentra a una altitud de 892 m s. n. m. a 74 km de la capital estatal, Bangalore, en la zona horaria UTC +5:30.

## Demografía
Según estimación 2011 contaba con una población de 80 274 habitantes.